# SUNDAY BIRDS -遊びの天才-
SUNDAY BIRDS~遊びの天才~（サンデーバーズ～あそびのてんさい～）は、NACK5で放送されていたラジオ番組。

## 概要
タイトルは、以前放送されていたテレビ番組、サンダーバード のパロディであり、テーマ曲もサンダーバードの替え歌である。日曜日が楽しくなる情報や音楽を、バラエティー豊かなコーナーを交えながら送る。
番組開始当初はSTUDIO ARCHEからの放送だったが、2011年10月からSTUDIO ARCHE放送枠が「〜IDOL SHOWCASE〜 i-BAN!!」になったことに伴い、NACK5本社スタジオから放送されている。
また、2012年4月からは多彩なパーソナリティーによる箱番組が内包されている。

## 放送時間
- 毎週日曜日 8:00-12:00

## パーソナリティ
- ケイザブロー

## 主なコーナー
- ほぼリク・プチ!：毎週テーマを決め、そのテーマに合ったリクエスト曲を募集する。
- SUNDAY BIRDS・応答せよ!：リスナーに電話を掛け、今している事や日曜日の予定などについてトークする。
- イベリコ鈴木のバモス・アミーゴ!：ラテンのリズム（BGM：マンボNo.5）に乗りながらメッセージを読み、最後にイベリコ鈴木に扮したケイザブローが一言オチを言うコーナー。

ケイザブローの義父は、このコーナーがお気に入りとのこと。

- ポイズン鈴木の告白・Death!：リスナーからの告白に対して、ポイズン鈴木に扮したケイザブローが一言オチを言う、バモス・アミーゴ！に似たコーナー。
- FM Radio Shopping：日本直販提供のラジオショッピングコーナー。

### 過去のコーナー
単発コーナー
- 今日のおつまみ：いとう麻見ゲスト出演の際に1日限定で復活した『NACK AFTER5』伝説のコーナー。久しぶりに居酒屋を訪れたケイザブローは、いとう扮するママに「旅に出る」と言い、今までツケてきた飲み代を全額支払う。ママからお酒を勧められたが断り、すぐお店を出て行った。

2012年3月までのコーナー
- ゲストコーナー～BAR アンドロメダ～：ゲストコーナー。居酒屋で飲みながらトークすると言う架空の設定で行われている為、始めにゲストに飲み物やつまみのオーダーを取るのがお約束となっている。（当然、未成年ゲストにはアルコール類のオーダーは取らない）
- アウトドアパトロール「OPERATION S A M P O（オペレーション サンポ)」：ケイザブローが海、山、川などさまざまな場所を回るコーナー。
- 私を白馬に連れてって：12月18日から始まった期間限定のコーナー。長野県白馬村と番組がコラボし、様々な視点で紹介する。
- ラッキーダイス：私を白馬に連れてって内のコーナー。ケイザブローが10面サイコロを転がし、決まった条件に合ったリスナーの中から抽選で、白馬岩岳スノーフィールド1日リフト券と、コーナー特製缶バッジがプレゼントされる。また、白馬基地から大盤振る舞い！と題して、条件無しに番組側が決めた人数にプレゼントされることがある。

2012年4月以降（番組内包コーナーを含む）
- コーナー番組 『八芳園グループpresents カケラバンク 始まりのストーリー』
  - 2012年6月25日で終了した。
- コーナー番組 『神田うの BEAUTY BURUNCH』（神田うの）
  - 2013年3月31日をもって終了した。
- コーナー番組 『CARLIFE&MOBIRITY』（中島秀之 （レースアナウンサー））
  - 2014年1月より『SPO-NOW』19時台へ枠移動し放送中。
- コーナー番組 『Beautiful Sunday』（阿部哲子・堀友紀枝）
  - 2015年2月22日をもって終了した。
- コーナー番組 『AYA Means I Love You（アヤ ミーンズ アイラブユー）』（平野綾）
  - 2015年9月27日まで放送。2015年10月7日から2016年3月30日までは毎週水曜日23:30-24:00へ枠移動し放送した。
- コーナー番組 『NACK5 女性応援課』（岡田眞善）
  - 2016年3月27日をもって終了した。

## タイムテーブル
- 8:00 オープニング
- 8:06 NACK5 NEWS
- 8:08 NACK5 TRAFFIC
- 8:10 Leisure WEATHER
- 8:40 『にっぽん全国ひろし旅』(溝畑宏、石原あつ美)
  - 2016年1月31日放送分にて、アシスタントの小日向えり（歴ドル）が一時降板。その後3月27日放送分にて正式に降板。
  - 翌週2月7日放送分から3月6日放送分までと、4月3日放送分からはタレントの石原あつ美が出演。

- 2016年1０月からは引き続き「びーさんぼーいず〜Be SUNDAY BOYS〜」の中で8:40～9:00に放送。

- 9:05 NACK5 TRAFFIC
- 9:07 NACK5 WEATHER
- 9:40 『KONISHIKI LEALEA SUNDAY』(KONISHIKI)
  - 2016年1月31日放送分までは、冠スポンサーにH.I.S. が付いていた。

- 2016年10月からは「KONISHIKI LEALEA SATURDAY」に改題、「Startup Saturday」の中で6:15～6:35に放送。

- 10:05 NACK5 TRAFFIC
- 10:45 FM Radio Shopping
- 10:53 NACK5 TRAFFIC
- 10:56 NACK5 NEWS
- 11:05 『由紀さおり 音楽（うた）の宝石箱』(由紀さおり)

- 2016年10月からは引き続き「びーさんぼーいず」の中で11:05～11:25に放送。

- 11:28 NACK5 WEATHER
- 11:30 NACK5 TRAFFIC
- 11:35 FM Radio Shopping
- 11:55 エンディング

## エピソード
- 番組中、こごまちゃん（酒ごはんコーディネーター：新倉ごまの娘の愛称）がSEとして登場し、ケイザブローにツッコミを入れる。
- たまにオープニングのナレーションが英語になる事がある。
- 震災の影響で、初回の放送は本社スタジオから行われた。
- 2011年4月24日より、一時期OPテーマ開始前に何らかのギャグが起こっていた。
  - コードが抜けていた。（2011年4月24日）
  - （ロケットが）後ろ向きで飛んでいた。（2011年5月1日）
  - ケイザブローがFUNKY FRIDAYのOP時の叫びを行い、SEで怒られた。（2011年5月8日）
  - シートベルトを締め忘れていた。（2011年5月15日）
  - ブレーキを踏んでいた。（2011年5月22日）
  - ダダすべり（2011年6月7日）
  - チェーンが外れていた（2011年6月12日）
- 2011年10月30日の放送は開局23周年特別番組「GOLDEN 4 EGGS PLUS」のため休止。
- 2012年3月4日の放送は、特別番組「GOLDEN 4 EGGS SPECIAL ～春ドキッ！～」のため休止。
- 2012年3月25日の放送は、特別番組「NACK5春祭り！パックンマックン 咲いたまるまる大放送！」のため休止。

## 関連番組
- NACK AFTER5（2004年11月1日 - 2011年3月31日）- ケイザブローにとっての前番組